# Імені Саїдмуміна Шамсова
імені Саїдмумі́на Ша́мсова (тадж. ба номи Саидмӯъмин Шамсов) — село у складі Хатлонської області Таджикистану. Входить до складу Даханського джамоату Кулобського району.
Колишня назва — Калот.
Населення — 1119 осіб (2010; 1106 в 2009).